# John Goodricke

John Goodricke

John Goodricke (* 17. September 1764 in Groningen; † 20. April 1786 in York) war ein englischer Astronom.
Goodricke war der älteste Sohn der niederländischen Kaufmannstochter Lerina B. Sessler und des englischen Landadeligen Henry Goodricke. Als Folge einer Kinderkrankheit ertaubte Goodricke, was seinerzeit als schicksalhafte Idiotie gewertet wurde. Seine gebildeten Eltern schickten ihn mit 8 Jahren nach Edinburgh an die von Thomas Braidwood (1715–1806) geführte Privatschule für taube Kinder. Mit 13 Jahren des Rechnens und Schreibens kundig und in der Lage, Worte von den Lippen abzulesen sowie selbst zu sprechen, schrieben ihn die Eltern an der Warrington-Akademie (Nordengland) ein.
Nach Hause zurückgekehrt, begeisterte er sich durch den Einfluss des Nachbarn Nathaniel Pigott für die Beobachtung von Sternen. Als 18-Jähriger fand er heraus, dass der Stern Algol seine Helligkeit in festem Rhythmus veränderte und schloss daraus auf einen Planeten, der Algol umkreiste. Spektroskopische Untersuchungen ein Jahrhundert später ergaben allerdings, dass Algol ein Doppelsternsystem mit einem dunkleren und einem helleren Stern ist. Für seine Entdeckung wurde Goodricke ein Jahr später mit der Godfrey-Copley-Medaille der Royal Society geehrt. 
Goodricke bestimmte auch die Periodendauer der Helligkeitsschwankung des veränderlichen Sterns Delta Cephei mit 5 Tagen, 8 Stunden und 45 Minuten. Seine Berechnung erwies sich später als bis auf 2 Minuten genau. Als weitere Veränderlichkeit berechnete er die Lichtwechsel bei Sheliak in der Leier (β Lyrae) erstaunlich präzis. Seine Instrumente waren ein Opernglas und ein Perspektiv mit max. 12-facher Vergrößerung.
Bei der Beobachtung des Delta Cephei (eines pulsierenden Sterns) zog Goodricke sich eine Lungenentzündung zu, an der er 1786, noch nicht einmal 22-jährig, verstarb.
Der Asteroid (3116) Goodricke trägt seinen Namen.
Das Goodricke College an der University of York ist nach ihm benannt. Auf seinem Gelände steht eine moderne Skulptur, die „Algol“ benannt ist. 